# Нилгај
Нилгај (лат. Boselaphus tragocamelus) је врста азијске антилопе (Bovidae).

## Угроженост
Ова врста је наведена као последња брига, јер има широко распрострањење и честа је врста.

## Распрострањење
Ареал нилгаја покрива средњи број држава. Живи у Индији, Пакистану и Непалу. Изумро је у Бангладешу а вештачки интродукован у Сједињене Америчке Државе.

## Станиште
Станишта врсте су шуме и пустиње. 